# La Roche-sur-le-Buis
La Roche-sur-le-Buis este o comună în departamentul Drôme din sud-estul Franței. În 2009 avea o populație de 331 de locuitori.

## Evoluția populației
| An        | 1975 | 1982 | 1990 | 1999 | 2006 | 2009 |
| --------- | ---- | ---- | ---- | ---- | ---- | ---- |
| Populație | 147  | 196  | 211  | 287  | 319  | 331  |